# 4-Ацетамидо-TEMPO
4-Ацетамидо-2,2,6,6-тетраметилпиперидинилоксил (4-ацетамидо-TEMPO) — органическое вещество, устойчивый свободный радикал. В органическом синтезе используется преимущественно для селективного окисления спиртов.

## Получение
В качестве исходного соединения для получения 4-ацетамидо-TEMPO используется 4-амино-2,2,6,6-тетраметилпиперидин.

## Строение и физические свойства
4-Ацетамидо-TEMPO практически нерастворим в гексане и диэтиловом эфире, растворим в этаноле, ацетоне, ацетонитриле, хлористом метилене, малорастворим в воде. Вещество представляет собой устойчивые, негигроскопичные красные либо розовые кристаллы.

## Химические свойства
4-Ацетамидо-TEMPO принадлежит к классу нитроксильных радикалов и фактически не используется как самостоятельный окислитель. Вместо этого, под действием пара-толуолсульфокислоты в хлористом метилене его in situ превращают в оксоаммониевую соль, которая сама и является окислителем. В результате реакции образуются лишь необходимое карбонильное соединение и соль гидроксиламина, которая выпадает в осадок. Для выделения продукта смесь необходимо лишь отфильтровать и упарить. Соль гидроксиламина, в свою очередь, можно собрать и количественно превратить в исходный свободный радикал.
Данный процесс использовали для окисления первичных спиртов и получения соответствующих альдегидов без дальнейшего их окисления. Также этим реагентом можно окислять вторичные спирты с образованием кетонов. Окисление затруднено в тех случаях, когда в β-положении к гидроксильной группе спирта находится атом кислорода или азота. Не вступают в окисление также диолы и углеводы. Реакции мешают амины, тиолы, фенолы, индолы, бензиловые эфиры и кетоны, которые также могут вступать во взаимодействие с реагентом.